# باتريسيو سالاس
باتريسيو سالاس (بالإسبانية: Patricio Salas)‏ هو لاعب كرة قدم ومدرب كرة قدم تشيلي في مركز الهجوم، ولد في 28 أغسطس 1988 في تيموكو في تشيلي. لعب مع ديبورتيس ماجالانز.

## وصلات خارجية
- باتريسيو سالاس على موقع قاعدة بيانات كرة القدم.إي يو (الإنجليزية)
- باتريسيو سالاس على موقع Soccerway.com (الإنجليزية)